# Tabanus quinquevittatus
Tabanus quinquevittatus är en tvåvingeart som beskrevs av Christian Rudolph Wilhelm Wiedemann 1821. Tabanus quinquevittatus ingår i släktet Tabanus och familjen bromsar. Inga underarter finns listade i Catalogue of Life.